# Новоивановка (Ишимбайский район)
Новоивановка — деревня в Ишимбайском районе Башкортостана, входит в состав Урман-Бишкадакского сельсовета.

## Население
| 2002 | 2009 | 2010 |
| ---- | ---- | ---- |
| 71   | ↗75  | ↘51  |

## Географическое положение
Находится на ответвлении от дороги Ишимбай — Петровское в районе деревни Новогригорьевки.
Расстояние до:
- районного центра (Ишимбай): 12 км,
- центра сельсовета (Салихово): 5 км,
- ближайшей ж/д станции (Салават): 30 км.

## Улицы
- Лесная
- Худайбердина